# Matteo Andreini
Matteo Andreini (10 de octubre de 1981) es un futbolista de San Marino que actualmente juega para el SP Tre Fiori del Girone A y jugó para la selección de fútbol de San Marino.

## Carrera
Matteo debutó durante la temporada del 03/04 en el S.P. Cailungo, posteriormente jugó para el AC Libertas, y desde el 2005 hasta ahora, jugaría para su club actual, SP Tre Fiori, donde anotó un total de once tantos.
Para la selección de su país, jugó desde el 2005 hasta el 2009, con un total de catorce apariciones.

## Selección San Marines
Ha jugado 32 partidos por la Selección de fútbol de San Marino y ha anotado, 5 goles.